# Городок (Сафоновський район)
Городок (рос. Городок) — присілок Сафоновського району Смоленської області Росії. Входить до складу Барановського сільського поселення.
Населення — 56 осіб (2007 рік).